# The Best Damn Thing
The Best Damn Thing je třetí řadové album kanadské zpěvačky Avril Lavigne, které vydala v dubnu 2007. Album obsahuje i velký hit píseň Girlfriend, která se stala i prvním singlem.

## Informace o albu
Sama Lavigne desku popisuje jako rychlou, legrační, mladou, agresivní a hravou. Celou desku produkoval Dr. Luke, který spolupracoval dříve například s Kelly Clarkson a také Deryck Whibley, exmanžel Avril Lavigne.

## Spory
V červnu 2007 řekla skladatelka Chantal Kreviazuk pro jeden časopis, že Avril není schopna si cokoliv napsat sama, a že s ní už nikdy nebude spolupracovat.
V červenci 2007 byla Avril nařčena z plagiátorství, kdy údajně ukradla píseň Girlfriend skupině The Rubinoos, která se v originále jmenovala I wanna be your boyfriend.

## Seznam skladeb
| Pořadí | Název                   | Text                              | Producent(i)   | Délka |
| ------ | ----------------------- | --------------------------------- | -------------- | ----- |
| 1.     | Girlfriend              | Avril Lavigne, Lukasz Gottwald    | Dr. Luke       | 3:37  |
| 2.     | I Can Do Better         | Lavigne, Gottwald                 | Dr. Luke       | 3:17  |
| 3.     | Runaway                 | Lavigne, Gottwald, Kara DioGuardi | Dr. Luke       | 3:48  |
| 4.     | The Best Damn Thing     | Lavigne, Butch Walker             | Walker         | 3:10  |
| 5.     | When You're Gone        | Lavigne, Walker                   | Walker         | 4:00  |
| 6.     | Everything Back But You | Lavigne, Walker                   | Walker         | 3:03  |
| 7.     | Hot                     | Lavigne, Evan Taubenfeld          | Dr. Luke       | 3:23  |
| 8.     | Innocence               | Lavigne, Taubenfeld               | Rob Cavallo    | 3:53  |
| 9.     | I Don't Have to Try     | Lavigne, Gottwald                 | Dr. Luke       | 3:17  |
| 10.    | One of Those Girls      | Lavigne, Taubenfeld               | Deryck Whibley | 2:56  |
| 11.    | Contagious              | Lavigne, Taubenfeld               | Whibley        | 2:10  |
| 12.    | Keep Holding On         | Lavigne, Gottwald                 | Dr. Luke       | 4:00  |

| iTunes Deluxe Edition bonus tracks | iTunes Deluxe Edition bonus tracks             | iTunes Deluxe Edition bonus tracks | iTunes Deluxe Edition bonus tracks | iTunes Deluxe Edition bonus tracks |
| Pořadí                             | Název                                          | Text                               | Producent(i)                       | Délka                              |
| ---------------------------------- | ---------------------------------------------- | ---------------------------------- | ---------------------------------- | ---------------------------------- |
| 13.                                | When You're Gone (Acoustic Version)            | Lavigne, Walker                    |                                    | 3:58                               |
| 14.                                | I Can Do Better (Acoustic Version)             | Lavigne, Gottwald                  | Dr. Luke                           | 3:39                               |
| 15.                                | Girlfriend (The Submarines' Time Warp '66 mix) | Lavigne, Gottwald                  | Dr. Luke                           | 3:11                               |
| 16.                                | Girlfriend (Music Video)                       |                                    |                                    |                                    |

## Umístění ve světě
Album The Best Damn Thing se umístilo hned v prvním týdnu na prvním místě ve většině hitparádách. V České republice se dostalo album nejvýše na páté místo.
| Stát        | Umístění |
| ----------- | -------- |
| Brazílie    | 1        |
| Rakousko    | 1        |
| Kanada      | 1        |
| Německo     | 1        |
| Pákistán    | 1        |
| Indonésie   | 1        |
| Portoriko   | 1        |
| Irsko       | 1        |
| Izrael      | 1        |
| Itálie      | 1        |
| Japonsko    | 1        |
| Jižní Korea | 1        |
| Mexiko      | 1        |
| Tchaj-wan   | 1        |
| USA         | 1        |
| Světová     | 1        |
| Austrálie   | 2        |
| Chile       | 2        |
| Nový Zéland | 2        |
| Švýcarsko   | 2        |
| Francie     | 3        |
| Polsko      | 4        |
| Česko       | 5        |
| Dánsko      | 5        |
| Švédsko     | 6        |
| Venezuela   | 6        |
| Argentina   | 7        |
| Finsko      | 8        |
| Nizozemsko  | 8        |
| Portugalsko | 9        |
| Španělsko   | 9        |
| Norsko      | 18       |

| Prodejnost | Počet     |
| ---------- | --------- |
| Celkem     | 2,911,000 |